# Boar's Head Carol
"Boar's Head Carol" er en julesang fra England fra 1400-tallet. Sangen skildrer et vildsvinehoved, der bliver serveret med forskellige krydderier og sennep til en julefest. Sangen har makaronisk tekst med vers på engelsk og omkvæd på latin. Teksten blev oprindelig udgivet som "A Caroll bryngyng in the bores heede" i Wynkyn de Wordes julesangsamling Christmasse Carolles i 1521. Den findes også i flere andre versioner.

## Historie
Vildsvin var en almindelig ret ved større festmåltider i middelalderen og blev blandt andet serveret ved kroningen af Henrik II og ved brylluppet mllem Margaret Tudor og Jakob 4. af Skotland. Under dronning Elisabet I var det almindelig julemad i højere samfundslag. Både jagt på vildsvin og servering af dyret var særlig knyttet til vintertiden. Folkemindeforskerer har også sat middelaldermåltidet i sammenhæng med en førkristen solhvervofring af svin til frugtbarhedsguder.
"Boar's Head Carol" og flere lignende sange tyder på, at serveringen af vildsvinehoved fandt sted på ceremoniel vis. Traditionen med at servere svinehoved med ritualer og sang har holdt sig i flere hundrede år ved Queen's College i Oxford, hvor der fortsat synges "Boar's Head Carol" ved den traditionelle julefest Boar's Head Gaudy.
Flere universiteter i Storbritannien og USA har fortsat denne juletradition og "Boar's Head Carol" bliver fortsat fremført ved historiske middagsselskaber, betegnet som "madrigal dinners" i USA.

## Tekst
| Tekst fra 1521 Caput afri differo Reddens 'laudes' domino. The bores heed in hand bring I, With garlans gay and rosemary, I pray you all synge merely Qui estis in convivio. The bores heed, I vnderstande, Is the 'chefe' seruyce in this lande; Loke, where euer it be fande, Seruite cum cantico. Be gladde lordes, both more and lasse, For this hath ordeyned our stewarde To chere you all this Christmasse, The bores heed with mustarde. | Nyere version fra Queen's College The boar's head in hand bear I, Bedeck'd with bays and rosemary; And I pray you, my masters, be merry, Quot estis in convivio Caput Apri defero Reddens laudes Domino. The boar's head, as I understand, Is the rarest disk in all this land, Which thus bedeck'd with a gay garland, Let us servire cantico. Caput Apri defero Reddens laudes Domino. Our Steward hath provided this In honour of the King of Bliss; Which on this day to be served is In reginensi Atrio. Caput Apri defero Reddens laudes Domino. |

## Indspilninger
(udvalg)
- Nowell Sing We Clear, Nowell Sing We Clear (Golden Hind Music, 1977)
- King's Singers, A Little Christmas Music (EMI Angel, 1990)
- The Chieftains, The Bells of Dublin (RCA, 1991)
- Maddy Prior & The Carnival Band, Carols & Capers (Park Records, 1991)
- Magpie Lane, The Oxford Ramble (Beautiful Jo Records, 1993)
- The Sixteen, Christmas Music from Medieval and Renaissance Europe (Hyperion, 1993)
- Robert Shaw Festival Singers, Songs of Angels: Christmas Hymns and Carols (Telarc, 1994)
- The Young Tradition The Holly Bears the Crown (Fledg'ling Records, 1995)
- Steeleye Span, A Rare Collection 1972-1996 (Raven, 1999)
- Maddy Prior, Ballads and Candles (Park Records, 2000)
- Veggietales, A Very Veggie Christmas (Big Idea, 2002)
- Heather Alexander & Alexander James Adams, WinterTide (Sea Fire Productions, 2007)
- Dan Lyth Fat man and Baby boy (2009)

## Eksterne links
- The Boar's Head Carols Arkiveret 12. december 2012 hos  Wayback Machine (forskellige versioner og mere information om The Hymns and Carols of Christmas)